# کورتیس
کورتیس (به اسپانیایی: Curtis) یک دهستان اسپانیا است که در استان لاکرونیا واقع شده‌است.

## خصوصیات
کورتیس ۴٬۲۴۶ نفر جمعیت دارد.